# Het verlies van Linda Heesters
Het verlies van Linda Heesters is een hoorspel van Henk van Kerkwijk. De VARA zond het uit op zaterdag 25 november 1967 (met een herhaling op zaterdag 21 september 1968). Toby Ricks speelde mondaccordeon. De regisseur was Ad Löbler. Het hoorspel duurde 35 minuten.

## Rolbezetting
- Eva Janssen (Linda)
- Frans Somers (haar man)
- Hans Veerman (de parkwachter)
- Dogi Rugani (juffrouw Angèle)
- Joke Hagelen (verkoopster 1)
- Corry van der Linden (verkoopster 2)
- Wam Heskes (de dokter)
- Hans Karsenbarg (de gids van de rondvaartboot)

## Inhoud
Met zijn hoorspel zoekt de auteur het in de richting van het absurdisme. Geen verhaaltje dat zich volgens de geijkte wetten van de dramaturgie ontwikkelt, geen karakterontwikkeling of karakteruitbeelding. Hij stelt een ogenschijnlijk doodgewone dagelijkse handeling - het passen van een kledingstuk - centraal en geeft de handeling zulke groteske afmetingen, trekt de lijnen zo in het absurde door, dat ze uitgroeit tot een nachtmerrie, of beter gezegd: tot een dagmerrie. In dat angstvisioen komt de hoofdpersoon volkomen geïsoleerd te staan, is niet meer te helpen door haar omgeving, elk contact blijkt onmogelijk, omdat zij als het ware in een eigen verbeeldings- en gevoelswereld zit opgesloten waarin niemand kan binnendringen, omdat die wereld door niemand begrepen kan worden. In haar verlatenheid voelt ze zich verloren en gaat ten onder…